# 정사각형 테셀레이션
| 정사각형 타일링     | 정사각형 타일링        |
| ------------------- | ---------------------- |
| 정사각형 테셀레이션 |                        |
| 종류                | 정다각형 타일링        |
| 꼭짓점 배치         | 4.4.4.4 (or 44)        |
| 면 배치             | V4.4.4.4 (or V44)      |
| 슐레플리 기호       | {4,4} {∞}×{∞}          |
| 위토프 기호         | 4 \| 2 4               |
| 콕서터 다이어그램   | ·                      |
| 대칭                | p4m, [4,4], (*442)     |
| 회전 대칭           | p4, [4,4]+, (442)      |
| 쌍대                | 자기쌍대               |
| 특성                | 점추이, 변추이, 면추이 |
|                     |                        |

기하학에서 사각형 타일링, 사각형 테셀레이션 또는 사각형 격자는 유클리드 평면에서의 정다각형 테셀레이션이다. 이것은 슐레플리 기호로 {4,4}이며, 그 의미는 매 꼭짓점마다 정사각형이 4개가 있다는 것을 의미한다.
콘웨이는 이것을 쿼드라일이라고 불렀다.
정사각형의 내각은 90도이기 때문에 한 점에 네 정사각형으로 360도를 완전히 채운다. 이것은 평면에서의 세 정다각형 타일링 중 하나이다. 나머지 둘은 정삼각형 타일링과 정육각형 타일링이다.

## 균일 색칠
사각형 타일링은 9가지의 구분되는 균일 색칠이 있다. 꼭짓점 주변의 사각형의 색깔을 나타냈다: 1111, 1112(i), 1112(ii), 1122, 1123(i), 1123(ii), 1212, 1213, 1234. (i)의 경우에는 단순 반사 대칭을 가지고 있고, (ii)는 미끄럼 반사 대칭을 가진다. 세 개는 색칠을 줄인 같은 대칭 영역으로 볼 수 있다: 1213에서 1112i로, 1234에서 1123i로, 그리고 1123ii에서 색을 줄여 1112ii가 되었다고 볼 수 있다.
|             |             |            |            |             |
| p4m (*442)  | p4m (*442)  | p4m (*442) | p4m (*442) | pmm (*2222) |
| 1234        | 1123i       | 1123ii     | 1112ii     |             |
|             |             |            |            |             |
| pmm (*2222) | pmm (*2222) | cmm (2*22) | cmm (2*22) |             |

## 관련 다면체와 테셀레이션
이 타일링은 위상적으로 정다면체와 쌍곡면으로 확장된 정다각형 타일링의 수열의 일부와 관련되어 있다: {4,p}, p=3,4,5...
또한 위상적으로 꼭짓점에 면이 네개 있는 정다면체와 테셀레이션의 배열의 부분과 연관되어 있다. 이 수열은 팔면체부터 시작하고 n이 무한으로 갈 때 슐레플리 기호로 {n,4}이고, 콕서터 다이어그램으로는 이다.

## 정사각형 타일링의 위토프 구성
고른 다면체처럼, 정사각형 타일링을 기반으로 하는 고른 테셀레이션은 여덟가지가 있다.
원래 면이 있는 곳에 빨간 색을, 꼭짓점에 노란색을, 변에 파란색을 칠하면 모든 8가지 형채는 모두 구분이 된다. 하지만, 면을 모두 동일하게 보면 위상적으로 구분되는 형태는 세 개 뿐이다: 정사각형 타일링, 깎은 정사각형 타일링, 부풀린 정삼각형 테셀레이션이다.

## 위상적으로 동일한 타일링

두 종류의 면으로 이루어진 점추이적인 변형이다

마름모 면으로 이루어진 2-면추이 변형이다

다른 사각형 테셀레이션은 정사각형 타일링과 위상적으로 동일(꼭짓점 주변에 사각형 4개)하게 만들 수 있다.
면추이 테셀레이션은 동일한 면(면추이)을 가지고 있고 점추이이며 18가지의 변형이 있다. 여기에는 6가지의 변끼리 만나지 않는 삼각형과 동일한 것, 혹은 두 변이 동일선상에 있는 사각형을 포함한다. 여기에 나온 대칭은 모든 면의 색이 동일하다고 가정하고 적용했다.
|                      |                      |                       |                       | 파일:IIsohedral tiling p4-51c.svg |                    |                   |
| 정사각형 p4m, (*442) | 사각형 p4g, (4*2)    | 직사각형 pmm, (*2222) | 평행사변형 p2, (2222) | 평행사변형 pmg, (22*)             | 마름모 cmm, (2*22) | 마름모 pmg, (22*) |
|                      |                      |                       |                       |                                   |                    |                   |
| 사다리꼴 cmm, (2*22) | 사다리꼴 cmm, (2*22) | 사각형 pgg, (22×)     | 연꼴 pmg, (22*)       | 사각형 pgg, (22×)                 | 사각형 p2, (2222)  |                   |

|                   |                   |                   |                   |                   |                   |
| 이등변 pmg, (22*) | 이등변 pgg, (22×) | 이등변 pgg, (22×) | 부등변 pgg, (22×) | 부등변 pgg, (22×) | 부등변 p2, (2222) |

## 원 채우기
정사각형 타일링은 모든 점에 지름이 같은 원의 중심을 놓아 원 채우기에 사용할 수 있다. E모든 원은 채우기에 있는 다른 4개의 원과 접촉하고 있다(입맞춤 수). 채우기 밀도는 π/4=78.54%를 덮는다. 원 채우기의 균일 색칠은 4가지가 있다.
|  |  |  |  |

## 관련된 복소 정 무한각형
정사각형 타일링과 꼭짓점을 공유하는 복소 정 무한각형은 3가지가 있다. 복소 정 무한각형은 꼭짓점과 변을 가지고 있고 변은 둘 이상의 꼭짓점을 포함할 수 있다. 정 무한각형 p{q}r은 다음 제약을 가진다: 1/p + 2/q + 1/r = 1. 변은 꼭짓점이 p개가 있고, 꼭짓점 도형은 r각형이다.
| 자기쌍대   | 쌍대       | 쌍대       |
| ---------- | ---------- | ---------- |
|            |            |            |
| 4{4}4 또는 | 2{8}4 또는 | 4{8}2 또는 |

## 같이 보기
- 정다포체의 목록
- 고른 타일링의 목록
- 정사각형 격자
- 정다각형 타일링